# Национално знаме на Обединеното кралство
Юниън Джак (на английски: Union Jack) е традиционното име на националното знаме на Великобритания, което официално се нарича Юниън Флаг (Union Flag, Знаме на Съюза).

## Произход
Първият Юниън Джак възниква през 1606 г. след установяването на лична уния на Шотландия и Англия от 1603 г.
Представлява наслагване на знамето на Англия (червен кръст на бял фон, т.нар. Кръст на Св. Георги) и шотландското знаме – бял Андреевски кръст на син фон.
През 1801 г., с Обединението и политическата интеграция на Ирландия, тогавашното Ирландско знаме (червен Андреевски кръст на бял фон – т.нар. кръст на Св. Патрик) става част от Юниън Джак. През 1809 г. Юниън Джак е утвърден от великобританския парламент за британско национално знаме.
- Първият Юниън Джак. Използва се от 1606 до 1800
- Версия на първия Юниън Джак използвана в Шотландия с белия Андреевски кръст (шотландския символ) отгоре. Използва се от 1606 до 1707
- Юниън Джак след обединението на Великобритания и Ирландия
- Еволюцията на знамето

## Дизайн
- Дизайн на националното знаме на Обединеното кралство<ref>Union Flag: approved designs //  College of Arms.   Посетен на 2021-10-05.</ref>
- на сушата (3:5)
- в морето (1:2)

В законодателството на Великобритания няма официално приет закон, който да определя цветовете и формата на знамето. На 5 февруари 2008 г. представител на Консервативната партия представя законопроект за „знамето на Съюза“ в Камарата на общините, който цели да формализира статута на Юниън Джак като знаме на Великобритания и да премахне законовите пречки при използването му. Законопроектът не минава на второ четене до края на сесията и не е приет. . Според това предложение цветовете се определят по следния начин:
| Цвят | Официален цветови модел | RGB цветови модел | HEX цветови модел |
| ---- | ----------------------- | ----------------- | ----------------- |
|      | Pantone 280C            | (0, 36, 125)      | #00247d           |
|      | Pantone 186C            | (207, 20, 43)     | #cf142b           |
|      | –                       | (255, 255, 255)   | #FFFFFF           |
|      |                         | (0, 0, 0)         | #                 |
|      |                         | (0, 0, 0)         | #                 |
|      |                         | (0, 0, 0)         | #                 |

## Модификации
Кралската флота (Royal Navy) използва до реформирането си през 1864 3 модификации на Юниън Джак:
- Синята модификация е използвана като служебен морски флаг. От 1865 е разрешено и на английските колонии да я ползват. Така тя става база за днешните национални знамена на бившите колонии.
- Червената модификация (наричана още civil ensign на английски – гражданско знаме) се е използвала в търговския флот. Тя стои в основата на националните знамена на Бермудите и бившите канадски провинции.
- Бялата модификация от 1864 г. е флаг на Кралската флота (Royal Navy). Тя е Военноморски флаг.

## Колонии
От 1865 г. на английските колонии и на зависимите от Великобритания презокеански области е разрешено да ползват „Синята модификация“ на знамето, като допълнение към собствените си знамена. Това е разрешено дори и на частни лица. Примери:
- Знаме на Ангуила
- Знаме на Британските Вирджински острови
- Знаме на Фолкландските острови

В отделни случаи, „Червената модификация“ е станала част от националното знаме:
- Знаме на Бермуда
- Де факто официалното знаме на Южна Африка 1910-1912
- Знаме на Канада (1868-1921)
- Знаме на Канада (1921–1957)
- Знаме на Канада (1957–1965)
- Знаме на канадската провинция Онтарио
- Знаме на канадската провинция Манитоба

## Други държави
Много бивши британски колонии имат в националното си знаме (обикновено горе, вляво, до дръжката на знамето) британското знаме. Някои от тях ползват червената модификация за търговски флаг, а бялата – за военноморски флаг.
- Знаме на Фиджи
- Знаме на Нова Зеландия
- Знаме на Австралия
- Знаме на Хаваи (50-и щат на Съединените щати)
- Знаме на Южна Африка от 1928 до 1994. В центъра са изложени знамената на Великобритания, Трансваал и Оранжевата република